# La Trilogie des dragons
La Trilogie des dragons est une pièce de théâtre collective mise en scène par Robert Lepage.
Créée à Québec en 1985, la version originale a d’abord été présentée dans la Vieille Capitale et à Toronto avant de connaître la consécration de sa version intégrale le 6 juin 1987 au Hangar 9 du Vieux-Port de Montréal, dans le cadre de la deuxième édition du Festival de théâtre des Amériques.
La Trilogie des dragons est une épopée poétique, offrant une série d’images saisissantes, divisée en trois tableaux, d’une durée d’environ six heures. Depuis sa création, la pièce a connu deux versions. De 1985 à 1992 la première version a été montée trente-sept fois. De 2003 à 2006, la seconde version a été montée jusqu’à maintenant, quatorze fois. En Amérique du Nord, en Europe, en Océanie  ainsi qu’au Moyen-Orient, l’œuvre théâtrale a été présentée dans plus d’une trentaine de villes différentes en français et en anglais.
Grand Prix du Festival de théâtre des Amériques, en 1987, cette œuvre connaît une reconnaissance mondiale et elle continue, après bientôt vingt ans, à parcourir le monde. 

## Argument
Trois quartiers chinois servent de toile de fond aux trois tableaux. Au début, dans les années 1930,   le quartier chinois, maintenant presque disparu de Québec, est celui du dragon vert. Celui de Toronto, prospère du milieu du dernier siècle, est le dragon rouge. Dans les années 1980, le dragon blanc du florissant Vancouver. L’horizon mythique de la Chine, avec tout l’imaginaire qu’elle suscite en Occident, les buanderies, les mets chinois, le yin, le yan, les pousse-pousse, le taï chi et made in Hong Kong, comme un espace pour le désir et la créativité, est présent tout au long du récit éclaté.
À 12 ans, Françoise et Jeanne, réinventent en jeu avec des boîtes à chaussures : la rue Saint-Joseph, centre commercial de Québec avec ses boutiques, le barbier, Lépine le croque-mort. L’une dit à l’autre : « Si tu creuses encore tu vas sûrement trouver des morceaux de porcelaine et du jade, et les fondations des maisons des Chinois, et si tu creuses encore plus loin tu vas te retrouver en Chine. » Dans le salon de barbier de son père, Jeanne a croisé les yeux de Bédard dont les cheveux roux la fascinent. Il y a la tante Marie-Paule mariée à un gardien de stationnement, un chinois, qui est dans sa cabane, dans l’espace du quartier chinois de maintenant. Il y a aussi un certain Crawford, venu d’Angleterre pour installer son commerce.
Dans une majestueuse saga s’étendant sur plus de trente-cinq ans, le spectateur suit les héroïnes et les personnages réels ou imaginaires qui les habitent : Crawford, Lee Wong, Bédard, Morin, Stella, Sœur Marie-de-la-Grâce, Yukali, Pierre, dans un développement où le récit a toujours plusieurs niveaux. C’est l’enjeu du transmissible, avec ce qui, à l’intérieur et au-delà des histoires personnelles, transcende l’humain qui devient l’objet de l’œuvre.

## Création
- Texte : Marie Brassard, Jean Casault, Lorraine Côté, Marie Gignac, Robert Lepage, Marie Michaud
- Mise en scène : Robert Lepage
- Assistance dramaturgique : Marie Gignac
- Assistance à la mise en scène et régie générale : Félix Dagenais
- Assistance à la mise en scène, version originale : Philippe Soldevila
- Musique originale : Robert Caux assisté de Jean-Sébastien Côté
- Scénographie originale : Jean-François Couture et Gilles Dubé

(liste non exhaustive)

## Interprétation
- Sylvie Cantin
- Jean-Antoine Charest
- Simone Chartrand
- Hugues Frenette
- Tony Guilfoyle
- Éric Leblanc
- Véronika Makdissi-Warren
- Emily Shelton
- Yves Érick Marier

Musique interprétée en direct par
- Jean-Sébastien Côté ou Martin Gauthier

## Production
La production de chaque présentation de La trilogie des dragons met à contribution une imposante équipe de professionnels et artisans de la scène, traducteurs, compositeurs, assistants,  qui œuvrent sous la direction de la maison de production Ex Machina de Québec.

## Sur le plan universitaire
La Trilogie des dragons constitue une œuvre majeure du théâtre québécois. Elle se compose de trois parties, et elle contient au total cinquante et un tableaux1 (Nadeau K., 2008, p. 14-16). Il s’agit d’une pièce paysage au sens de Michel Vinaver, et elle représente le fruit d’un travail en « work in progress » d’un collectif d’artiste, « une affaire de gang » selon son metteur en scène Robert Lepage2 (Chamberland R., 1988, p. 2) : Marie Brassard, une autrice, Jean Casault, un journaliste et auteur d'enquêtes ufologiques, Lorraine Côté, une « touche à tout » dramatique, Marie Gignac et Marie Michaud, toutes les deux comédiennes constituent cette équipe artistique. En leur compagnie et avec huit autres comédiennes et comédiens, Robert Lepage va jouer cette pièce dans le monde entier et conclure en 2005, soit près de 20 ans après sa première représentation, par l’édition d’un texte pour laisser une trace3 (Nadeau K., 2008, p. 2). Sa particularité, au-delà de mélanger le rêve et la réalité4 (Perelli-Contos I., 1986, p. 246), a consisté à inscrire les langues française, anglaise, chinoise et japonaise dans une dynamique dramatique qui a contribué à définir une nouvelle poétique identitaire de l’intime5 (Bovet J., 1988, p. 45): une pièce inclusive, et agissant comme un miroir car elle montre les préjugés sans moraliser6 (Perelli-Contos I., 1986, p. 246). 
L’aventure a commencé dans un parking : le moteur de l’écriture scénique trouve sa racine dans une méthode de type « in situ »7 (Perelli-Contos I., 1986, p. 246), car les écrivaines et écrivains dramatiques se rendent sur les lieux chargés d’histoire et partent des impressions qu’ils ressentent pour improviser dessus. Souvent, l’inspiration venue sous forme d’images, donne une forme totalement didascalique à une partie des tableaux8 (Nadeau K., 2008, p. 20). Le geste prend le dessus sur la parole, et il invite à mobiliser son imagination sans pousser à l’explication et cette caractéristique vient du théâtre orientale9 (Perelli-Contos I., 1986, p. 246). Ces scènes souvent muettes, dans un décor épuré, utilisent des objets, boîtes à chaussures, ampoules électriques, chaises roulantes, patins à glace, boules de verre, d’une importance capitale, car ils peuvent revêtir des fonctions symboliques et ils enrichissent considérablement la dramaturgie de la pièce selon Michel Vais cité par Karine Nadeau10 (2008, p. 106). Le rêve et de la réalité peuvent se mélanger grâce à ces items11 (Mambrino J.,2005, p. 683), et un élément capital du décor, la guérite, permet d’accueillir sur scène les complexes et différentes histoires des personnages qui se déroulent dans plusieurs lieux différents sur une période de cinquante-quatre ans : il s'agit d'un espace polysémique, polyvalent et polyfonctionnel12 (Nadeau K., 2008, p. 106). Par sa porte battante, et des éléments de dialogues, le spectateur actif reconnait l’espace-temps du dialogue quand il se donne à entendre13 (Nadeau K., 2008, p. 118-120). Les petites histoires, sans rapport au prime abord les unes avec les autres, finissent au fur et à mesure du temps scénique par se croiser, se développer entre elles, puis se joindre ou se séparer définitivement, et avec l’intitulé des tableaux, ou alors avec des éléments joués sur scène, le spectateur et la spectatrice devinent le déroulement des « intrigues » et ainsi ils ne se concentrent jamais dessus. Aussi, cette trilogie s’inscrit dans la théorie du drame moderne au sens de Peter Szondi par la fine révélation du déroulement et par l’éclatement de l’action principale, en un faisceau d’actions secondaires différentes qui peuvent devenir concourantes. 
La pièce présente donc un usage abondant de prolepses, d’analepses, de simultanéités, et de répétitions accélérées qui peuvent troubler au point où, en 2003, la seconde partie de la pièce a été révisée pour quelque chose de plus chronologique selon Marie Gignac14 (Hébert C., 2003, p. 127). Si le mélange des espaces-temps est « concurrencé » par le mélange des langues, ce dernier définit petit à petit ensemble un imaginaire multiculturel où la fermeture protectionniste s’efface pour une ouverture positive envers l’altérité. La Trilogie des dragons conjugue les différences et les antagonismes pour les réduire voire les fusionner dans une « apothéose quasi mystique »15 (Bovet J., 1988, p. 55). Par exemple16 (Bovet J., 1988, p. 56): « la reprise en français des paroles de Yukali n’est pas un simple procédé d’accommodement linguistique, mais bien une stratégie poétique visant à établir, par l’équilibre quantitatif des langues et la concordance du propos, l’égalité et la réciprocité de la communication entre les locuteurs. ». 
Le statut de la langue anglaise, dominant dans la première partie, passe à un registre plus communicatif et ouvert en troisième partie17 (Bovet J., 1988, p. 57). Ainsi, la disposition et les interactions dramatiques des langues articulées montrent à voir une réalité scénique différente de celle ayant cours au Québec à l’époque de sa création. Si le dialogue entre les personnages prend une forme reconnaissable dans le quotidien, une certaine mimesis, il offre aussi de la nouveauté dans ses relations plus équitables et inédites et cela contribue au renouvellement d’un imaginaire social où toutes les cultures du Québec possèdent une place fraternelle. Ce magnifique résultat s’est construit dans le temps des représentations, et régulièrement elles ont fait l’objet de remises à niveau, de corrections, car mélanger les cultures est un exercice compliqué qui exige des connaissances transversales pour reprendre les mots de Marie Gignac18 (Hébert C., 2003, p. 127) : « Comme cette scène où l'on voit les deux sœurs chinoises entrer en scène sur une musique japonaise!... Aujourd'hui, on se dit en riant: "On mélangeait tout à l'époque. " ». 
La Trilogie des dragons, avant d’être un succès internationalement salué, fut l’aventure solidaire d’une poignée d’artistes québécoises et québécois qui voulaient, avec respect, curiosité et bienveillance, construire un avenir plus social en présentant une réalité scénique à la fois mimétique et utopique. Cet odyssée dramatique, le premier du Théâtre Repère, posa un jalon et une signature unique dans l’épopée de Robert Lepage qui aujourd’hui continue avec ce même esprit de réunir la diversité dans une unité toujours plus respectueuse.
- Sources:

1, 3, 8, 10, 12, 13 : Nadeau, K. (2008). La Trilogie des dragons : Lecture d’un système riche, complexe et évolutif (mémoire de maîtrise). Université Laval Québec. Récupéré sur https://corpus.ulaval.ca/jspui/handle/20.500.11794/20102
2 : Chamberland, R. (1988). La métaphore du spectacle : entrevue avec Robert Lepage. Québec français, (69), 62-65.
4, 6, 7, 9 : Perelli-Contos, I. (1986). Compte rendu de [« La trilogie des dragons, première partie »]. Jeu, (38), 245-248
5, 15, 16, 17 : Bovet, J. (2007). Du plurilinguisme comme fiction identitaire : à la rencontre de l’intime. Études françaises, 43 (1), 43-62. https://doi.org/10.7202/016297ar
11 : Mambrino, J. (2005). Théâtre. Études, tome 403(12), 681-685. https://doi.org/10.3917/etu.036.0681
14, 18 : Hébert, C. (2003). « O.K. on change? » ou la Trilogie des dragons, un univers en puissance : entretien avec Marie Gignac. Jeu, (106), 125-132.